# 스트레가

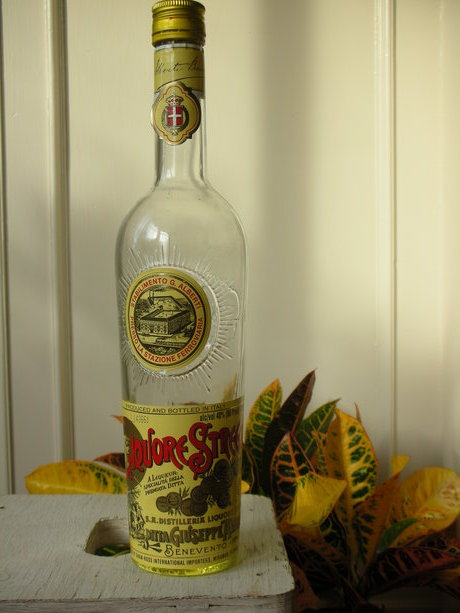
빈 스트레가 병

스트레가 (Strega)는 이탈리아의 리큐어이다. 1860년부터 캄파니아주 베네벤토에서 생산되기 시작했으며 노란색은 증류 중 샤프란을 첨가하기 때문이다. 40도여서 매우 높으며 70여 개의 허브가 첨가되는데 민트, 페넬 등이 해당된다. 식후주에 해당한다.

## 이름
스트레가는 이탈리아어로 마녀를 의미하는데 롬바르디아 침략기에 베네벤토에 마녀가 왔다는 전설에 따른 것으로 영어권에서는 이 리큐어를 그냥 마녀라 칭하기도 한다.

## 상
스트레가 상은 1947년 스트레가 양조회사의 회장인 기도 알베르티가 설립하여 지금까지 이어지고 있다.

## 평가
샌프란시스코 주류품평회(World Spirits Competition)에서는 스트레가를 2005년 이후로 세 번 순위에 올렸는데 2005년과 2011년에 금상, 2008년에 은상을 받았다.